# Nikon
Nikon Corporation (estilizado como Nikon o Nikon Corp.), sociedad japonesa fundada en 1917, es una corporación multinacional japonesa, productor de cámaras fotográficas, prismáticos, microscopios, e instrumentos de medición.

## Historia
La sociedad fue creada en el 1917, con el nombre Nippon Kōgaku Kōgyō Kabushikigaisha (日本光學工業株式會社), producto de la unión de dos sociedades líderes en el sector de la óptica. La sociedad se especializó en la construcción de lentes e instrumentos de precisión para fotocámaras, prismáticos, microscopios e instrumentos de medición. Durante la Segunda Guerra Mundial Nikon se convirtió en proveedora de prismáticos, periscopios y otros instrumentos ópticos para el ejército japonés, y creció hasta contar con 19 establecimientos industriales y 23000 empleados. Después del final de la guerra, regresó a la producción civil, reduciéndose a una sola fábrica y 1400 empleados. En 1946 tomó el nombre Nikon, de la unión Nippon Kōgaku («óptica japonesa») con la palabra Ikon, una referencia a la Zeiss. 
Entre los productos más célebres de la Nikon se pueden citar los objetivos Nikkor, las cámaras SLR de la serie F, las cámaras subacuáticas Nikonos y, recientemente, la serie D de las SLR digitales o DSLR. La serie D (sobre todo modelos como Nikon D300, Nikon D90 y Nikon D40), junto a la serie Coolpix, han contribuido notablemente a la popularidad de la fotografía digital entre principiantes y semiprofesionales.
Entre los principales competidores de la Nikon se pueden citar Canon Inc., Olympus, Sony, Lumix, Fujifilm. En particular, Nikon y Canon se disputan una notable porción de los fotógrafos principiantes, semiprofesionales y profesionales.

## Productos

### Cámaras

#### SLR 35mm

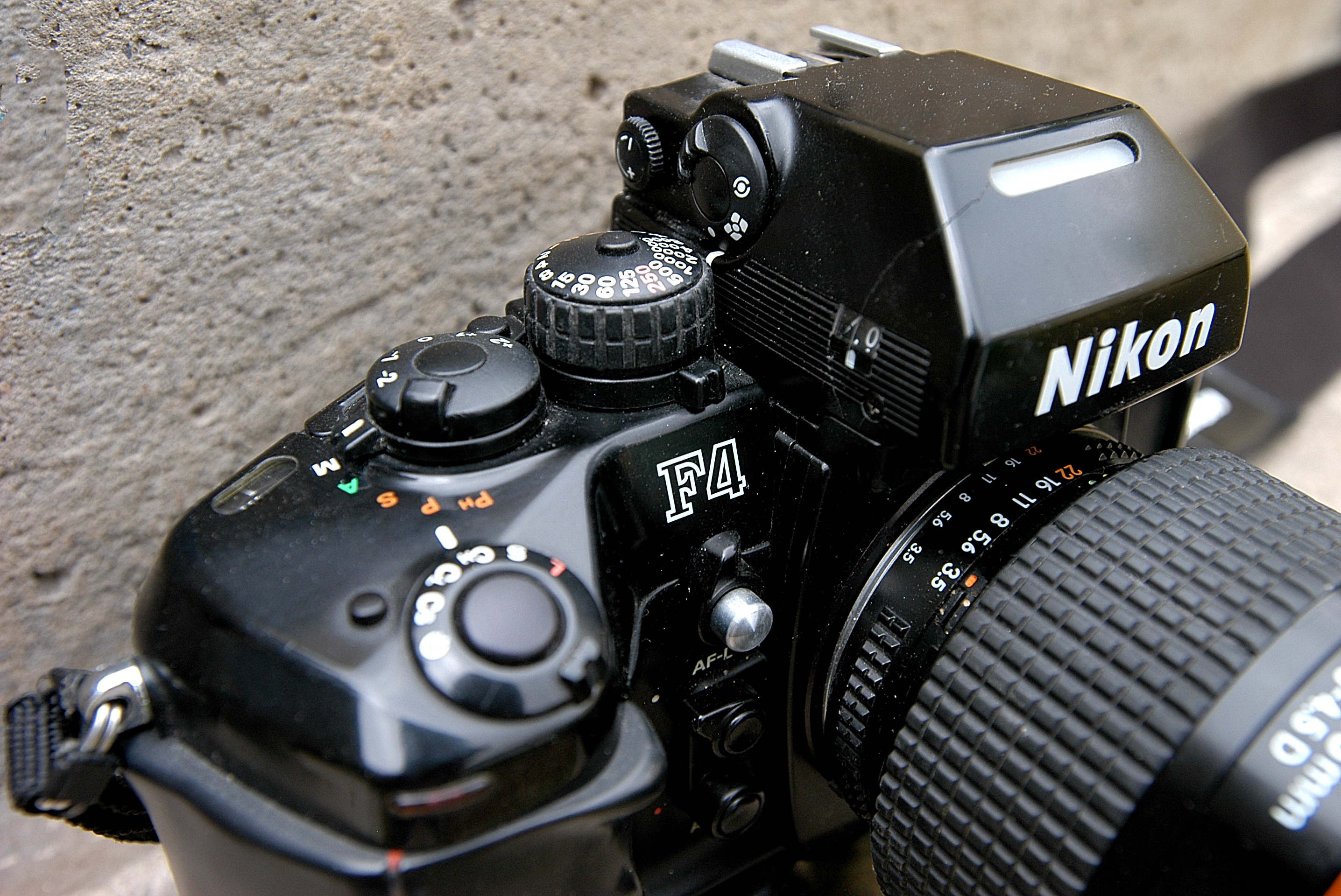
Nikon F4 (1988).

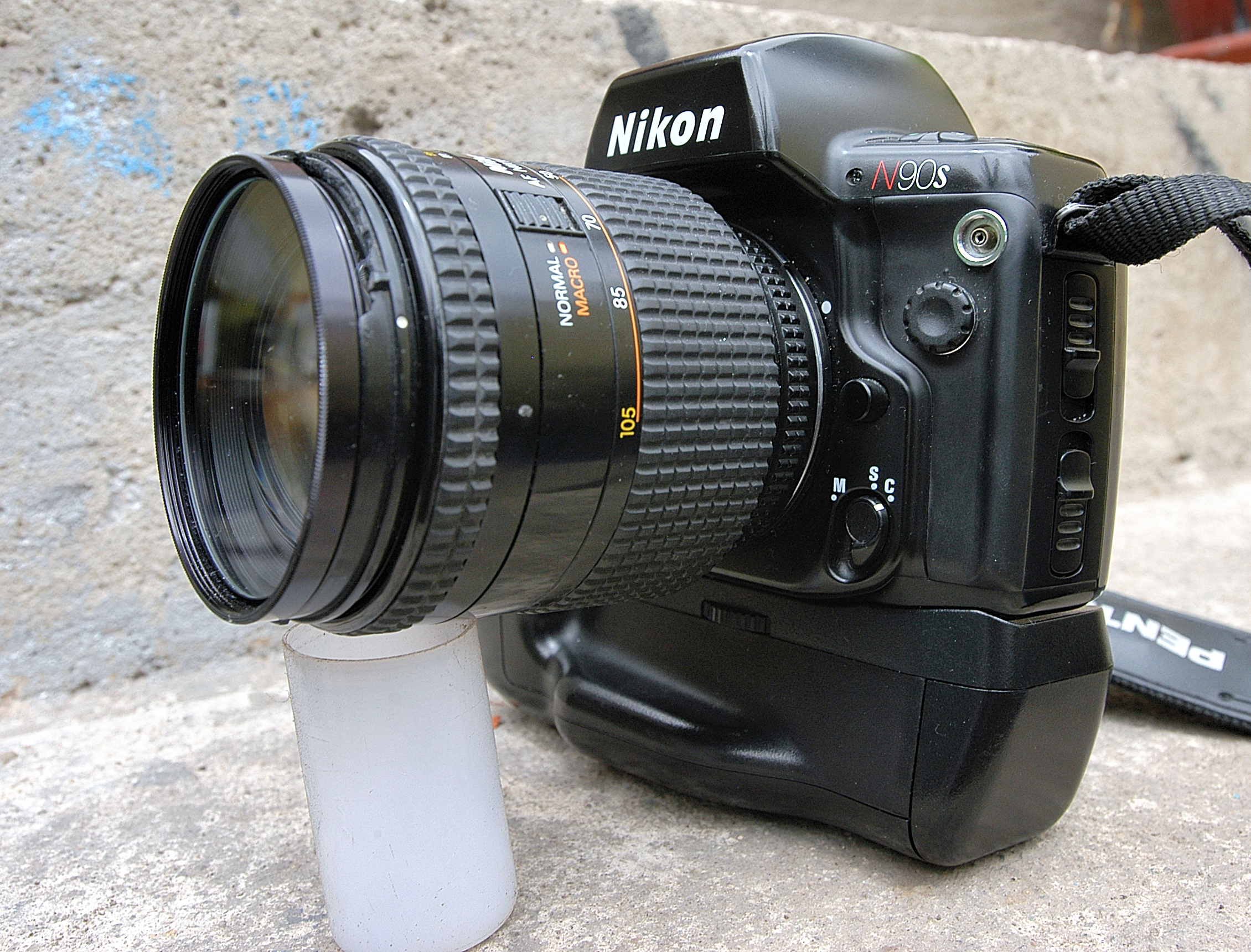
Nikon N90s (1991).

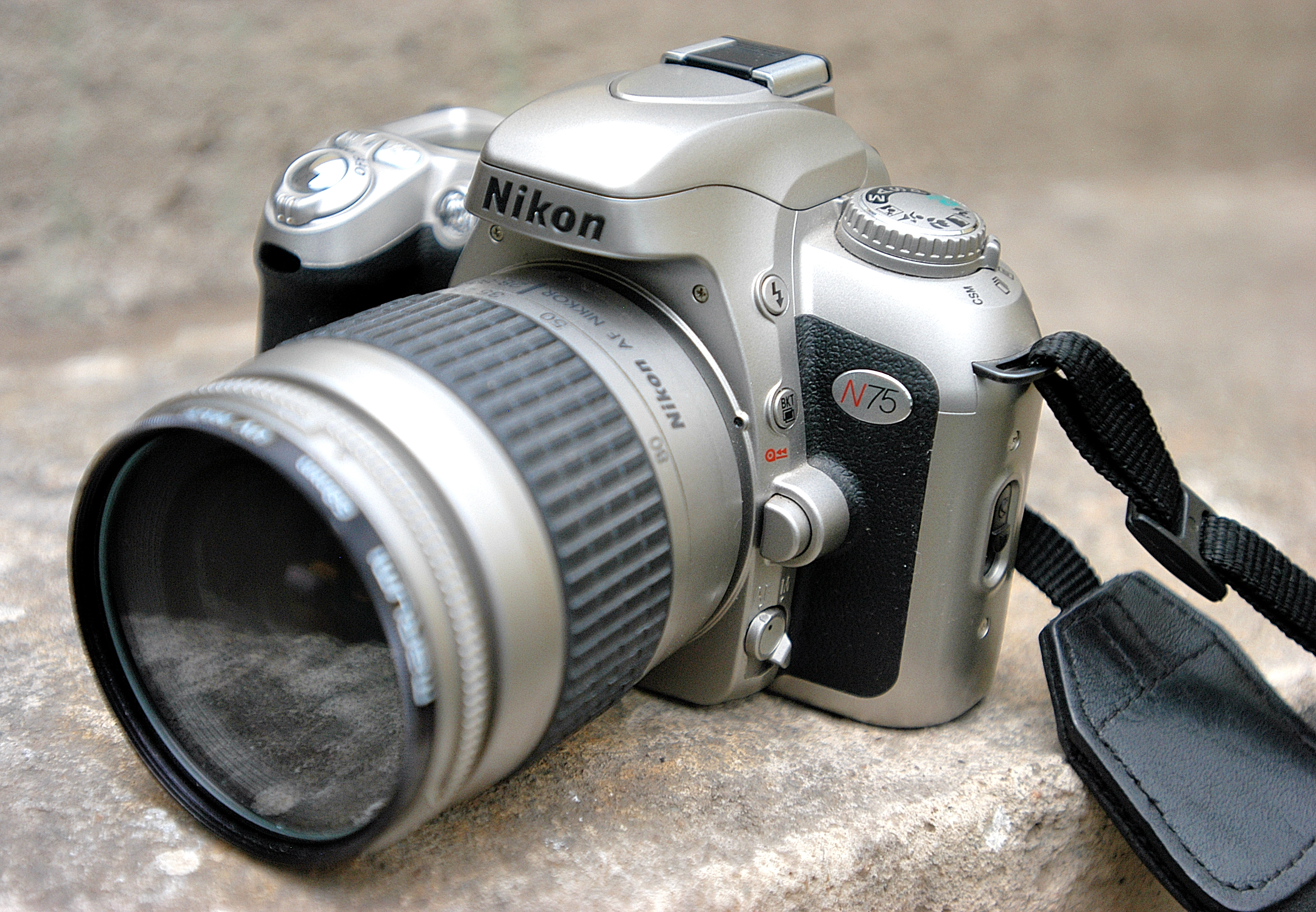
Nikon N75 (2003).

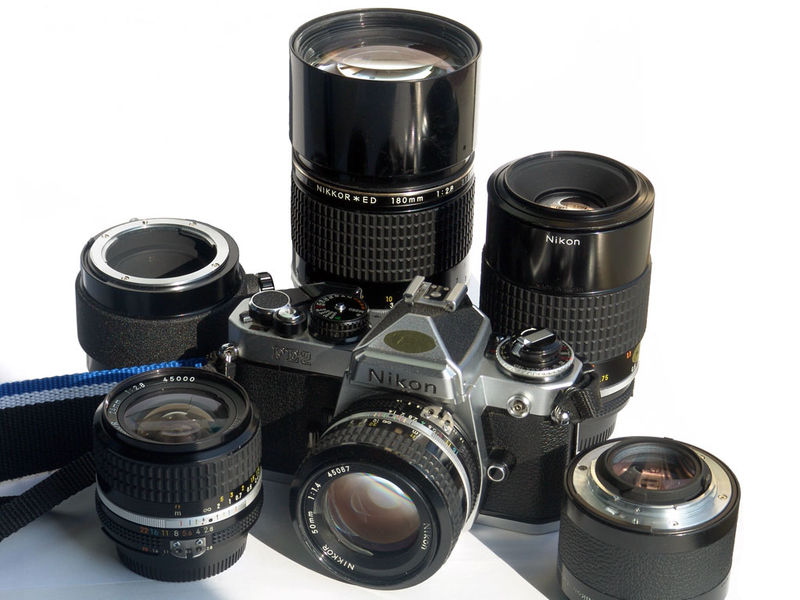
Nikon FE2 y algunos objetivos.

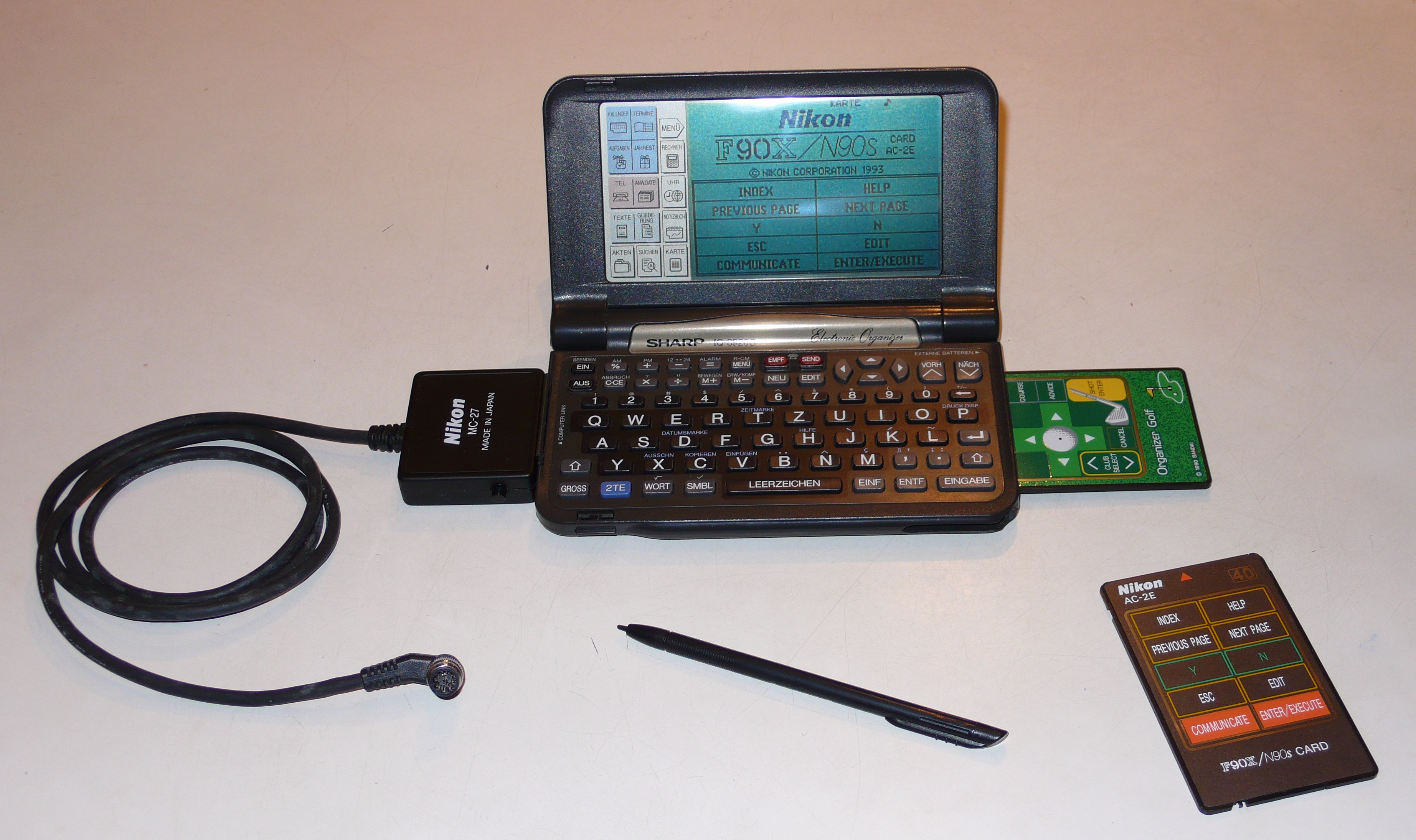
Nikon AC-2E “Data Link System” (1993).

- Nikon F6 - Única cámara en producción en 2017 (Ver https://www.nikon.es/es_ES/product/film-cameras/film-slr-camera-f6).

#### SLR 35mm descatalogadas
- Nikon F
- Nikon F2
- Nikon F3
- Nikon F3HP
- Nikon F3Press
- Nikon F3T
- Nikon F4
- Nikon F4S
- Nikon F4E
- Nikon F5
- Nikon F6
- Nikon FM
- Nikon FM2
- Nikon FM2N
- Nikon FM2T
- Nikon FM3A
- Nikon FM10
- Nikon FE
- Nikon FE2
- Nikon FE10
- Nikon FA
- Nikon EM
- Nikon EL2
- Nikon FG
- Nikon FG20
- Nikon F301
- Nikon F401
- Nikon F401S
- Nikon F401X
- Nikon F501
- Nikon F601M
- Nikon F601A
- Nikon F50
- Nikon F55
- Nikon F60
- Nikon F65
- Nikon F70
- Nikon F75
- Nikon F80
- Nikon F801
- Nikon F801S
- Nikon F90
- Nikon F90x
- Nikon F100
- Nikkormat FS
- Nikkormat FT
- Nikkormat FTn
- Nikkormat EL
- Nikkormat FT2
- Nikkormat ELW
- Nikkormat FT3
- Nikkormat EL2
- Nikkorex 35
- Nikkorex 35-2
- Nikkorex F
- Nikkorex-Zoom 35
- Nikkorex Auto-35
- Nikkorex M-35
- Nikkorex M-35S
- Nikkorex M-82

#### Cámaras 35mm con telémetro
- Nikon I
- Nikon M
- Nikon S
- Nikon S2
- Nikon SP
- Nikon S3
- Nikon S4
- Nikon S3M

#### Cámaras digitales

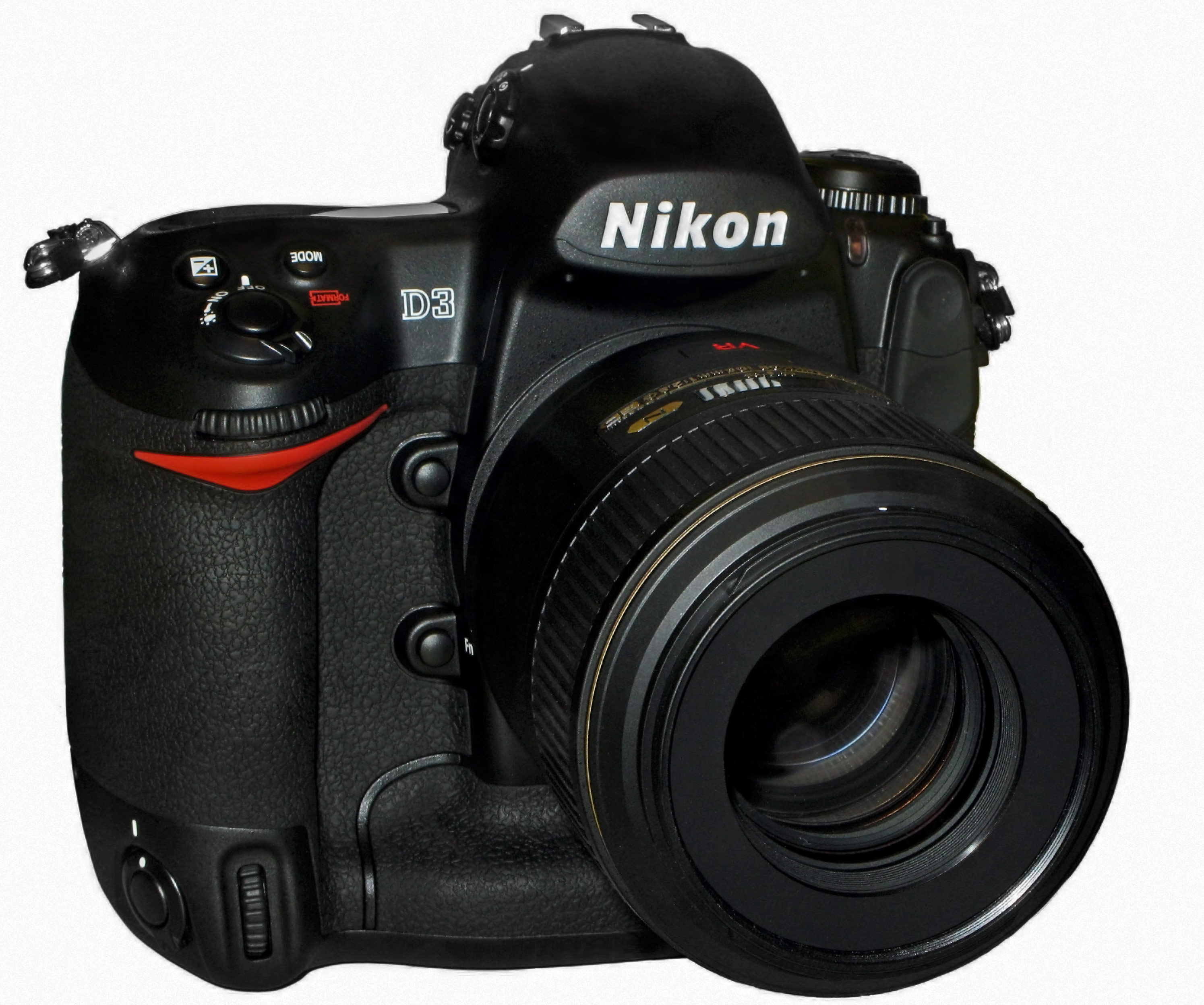
Nikon D3.

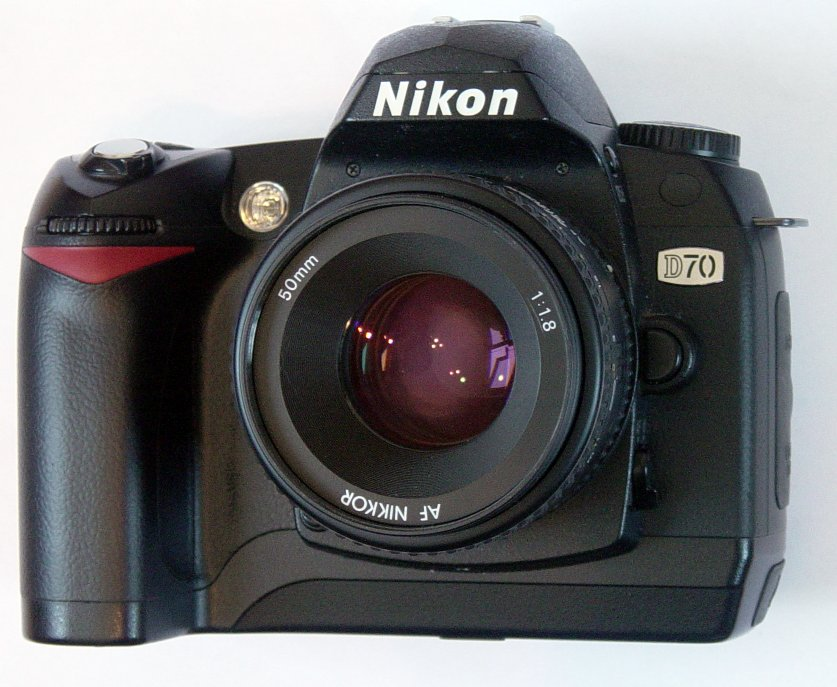
Nikon D70.

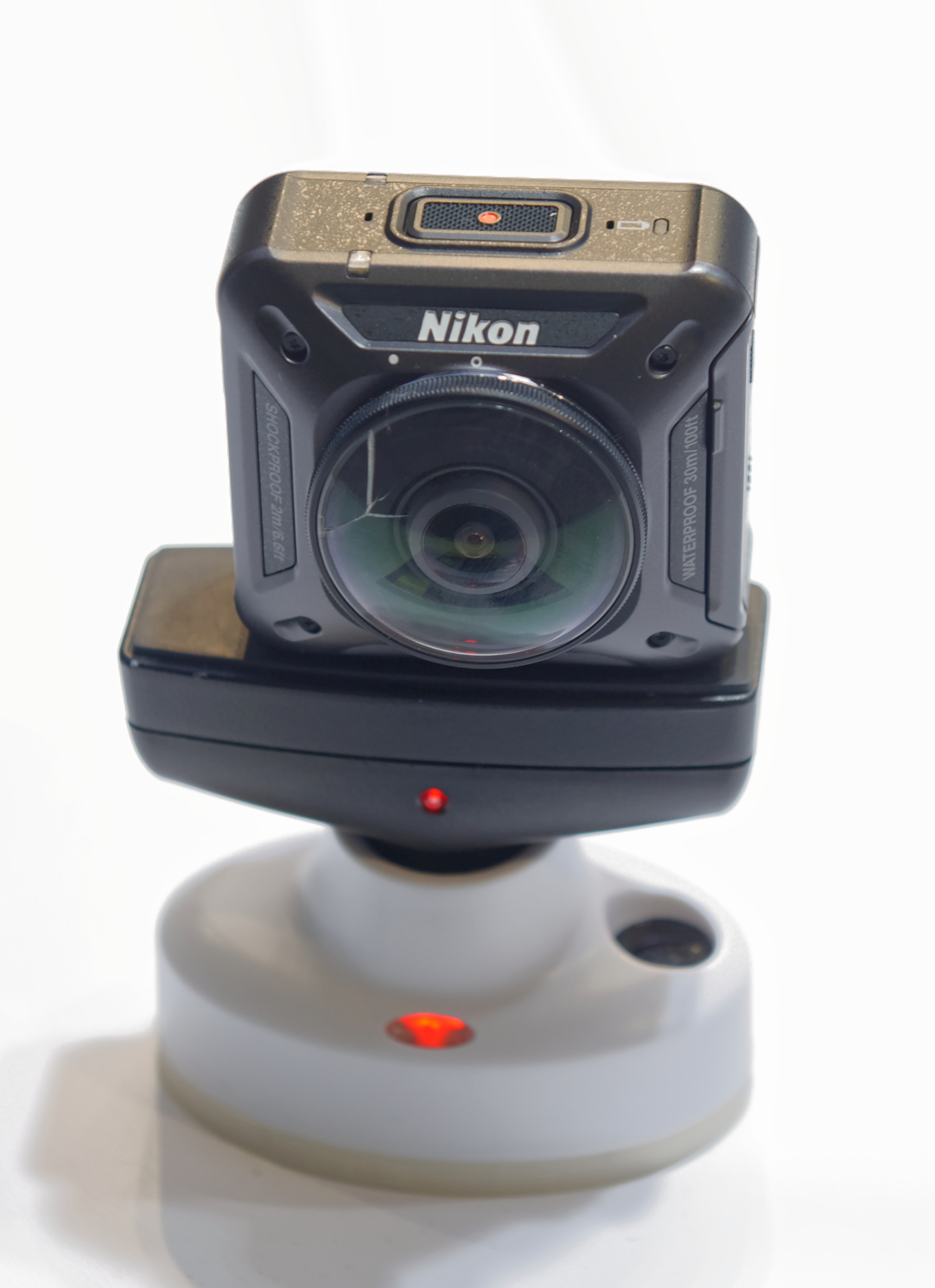
Nikon KeyMission 360.

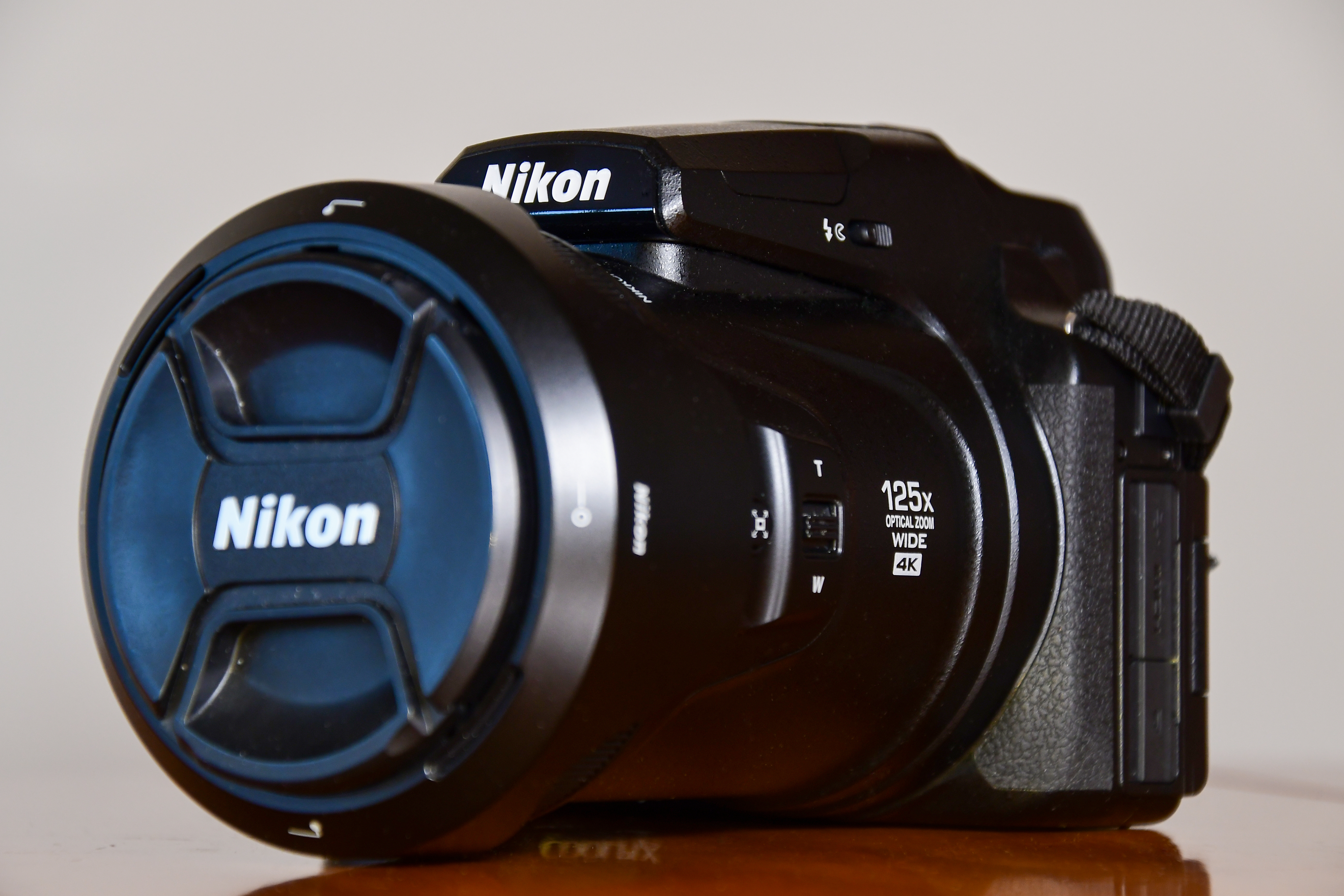
Fotografía de la cámara superzoom Nikon COOLPIX P1000.

- Nikon Coolpix
- Nikon D1
- Nikon D1H
- Nikon D1X
- Nikon D100
- Nikon D2H
- Nikon D2X
- Nikon D2Xs
- Nikon D2Hs
- Nikon D200
- Nikon D3
- Nikon D3X
- Nikon D3s
- Nikon D300
- Nikon D300s
- Nikon D3000
- Nikon D3100
- Nikon D3200
- Nikon D3300
- Nikon D3400
- Nikon D3500
- Nikon D4
- Nikon D4s
- Nikon D40
- Nikon D40x
- Nikon D5
- Nikon D50
- Nikon D500
- Nikon D5000
- Nikon D5100
- Nikon D5200
- Nikon D5300
- Nikon D5500
- Nikon D5600
- [[Nikon D60
* [|Nikon D6]]
- Nikon D60
- Nikon D600
- Nikon D610
- Nikon D70
- Nikon D70s
- Nikon D700
- Nikon D700S
- Nikon D750
- Nikon D7000
- Nikon D7100
- Nikon D7200
- Nikon D7500
- Nikon D80
- Nikon D800
- Nikon D800E
- Nikon D810
- Nikon D810A
- Nikon D850
- Nikon D90
- Nikon DF

#### Primeras cámaras mirrorless

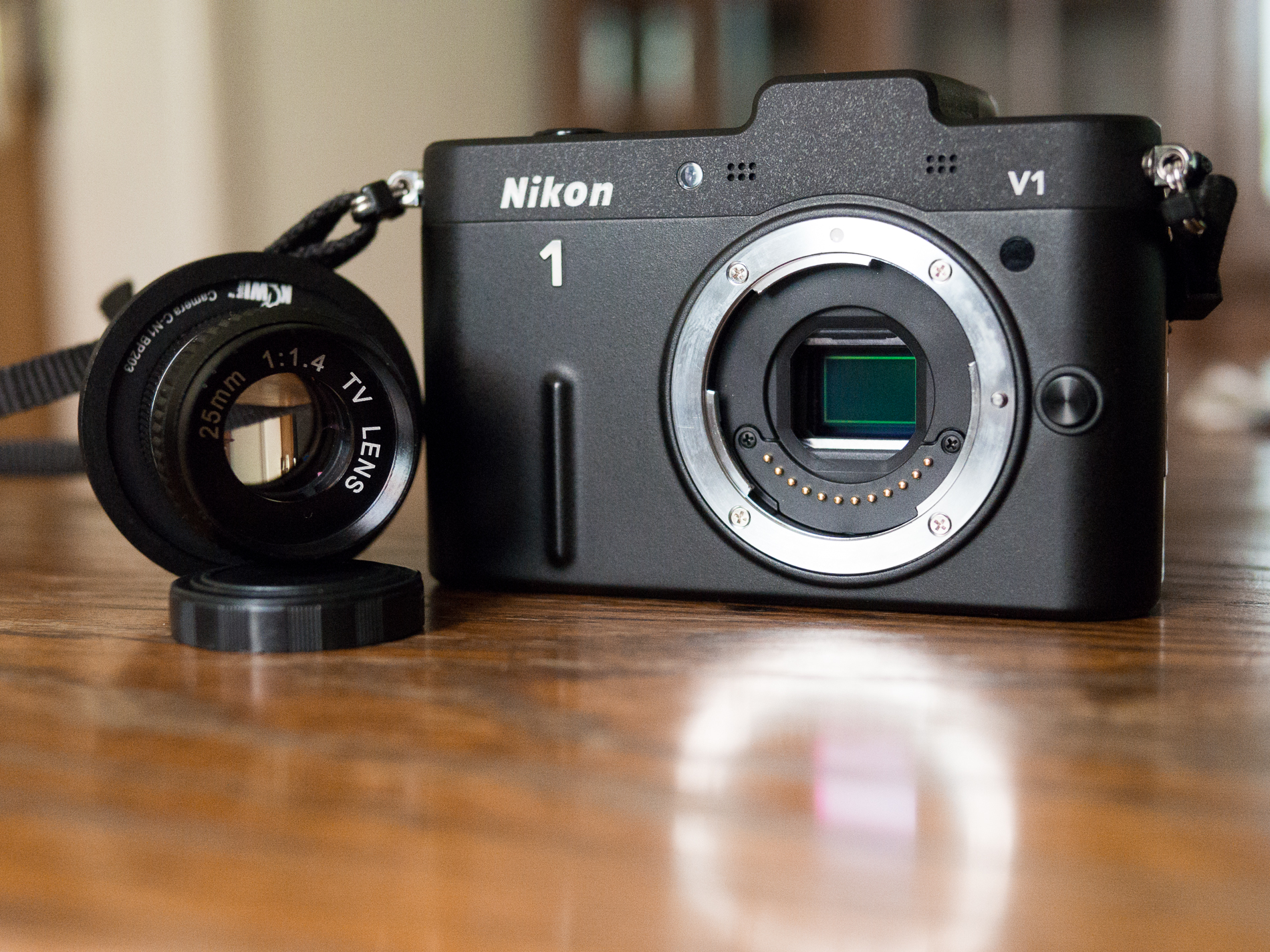
Linea de cámaras j

Linea (J)
- Nikon 1j1
- Nikon 1v1
- Nikon 1j2
- Nikon 1v2
- Nikon 1 s1
- Nikon 1 j3
- Nikon 1aw1
- Nikon 1v3
- Nikon 1j4
- Nikon 1 S2
- Nikon 1 j5

### Cámaras mirrorless
Línea Z
- Nikon Z 5
- Nikon Z 6
- Nikon Z 6II
- Nikon Z 6III
- Nikon Z 7
- Nikon Z 7II
- Nikon Z 9
- Nikon Z 50II
- Nikon Z 50
- Nikon Z fc
- Nikon Z 30

### Objetivos
Nikon posee una división que se ocupa de la producción de objetivos, Nikkor, contracción en japonés del nombre Nippon Kogaku K.K, añadiendo la R final.

## Holding
Las sociedades del grupo Nikon constituyen el Holding Nikon Group.

## Accionistas
Nikon se cotiza en la bolsa de Tokio con el código 7731. En septiembre de 2004, los accionistas eran:
- The Master Trust Bank of Japan, Ltd. (8.5%)
- Meiji Yasuda Life Insurance Company (5.6%)
- The Bank of Tokyo-Mitsubishi, Ltd. (3.3%)
- Japan Trustee Services Bank, Ltd.(2.9%)
- Tokio Marine & Nichido Fire Insurance Co., Ltd. (2.7%)
- State Street Bank and Trust Company (2.7 %)
- The Mitsubishi Trust and Banking Corporation (2.5%)
- Nippon Life Insurance Company (2.4%)
- The Joyo Bank, Ltd. (1.8%)
- JP Morgan Chase Oppenheimer Funds (1.7%)